# Asociación Barcelonesa de Laringectomizados
La Asociación Barcelonesa de Laringectomizados es una asociación sin ánimo de lucro que, fundada en Barcelona en 1969 con el nombre de Asociación Española de Laringectomizados, se dedica a la reincorporación social de las personas que por una causa u otra (normalmente cáncer de laringe), han tenido que sufrir la extirpación total o parcial de su laringe, perdiendo su capacidad normal de hablar.

## Objetivos
Desde su fundación, la Asociación Barcelonesa de Laringectomizados tomó como fundamentales los tres objetivos siguientes:
1. Recuperación de la voz (básicamente con erigmofonía o voz esofágica).
2. Información y visita al laringectomizado hospitalizado.
3. Reinserción social y convivencial.

Si bien sus fines son básicamente asistenciales tanto para el laringectomizado como para los familiares y los profesionales médicos que los tratan, y como la mayor parte han sido afectados por cáncer de laringe, la asociación colabora en la erradicación de dicha enfermedad. Asimismo también divulga la existencia misma de los laringectomizados, de su problemática social, y la divulgación de los cambios que han sufrido debido a la intervención, forma de respirar, hablar, etc. que hacen que los primeros auxilios a un laringectomizado sean un poco diferentes a los de una persona que respira por boca y nariz.

## Historia
En 1969, por iniciativa del otorrinolaringólogo catalán, Dr. Jordi Perelló, se encontraron en Barcelona un grupo de laringectomizados, entre los que cabe citar los Sres. Luis Aspasch Berenguer, Antonio Díaz Ballester y Antonio Botey Latrilla como más destacados, por su labor posterior. De aquellas reuniones nace la idea de crear una asociación para dar apoyo y asistencia a las personas que habían sufrido una laringectomía y que, debido a haber perdido su capacidad de hablar, se encontraban en inferioridad de condiciones respecto al resto de la sociedad.
Mediante el Dr. Perelló se ponen en contacto con la Unión de Asociaciones Francesas de Laringectomizados que los apoya en su intento, desplazando a Barcelona una delegación francesa que ayudan en la tarea de constituir la nueva asociación.
De esta manera nace la Asociación Española de Laringectomizados (AEL), que por las condiciones jurídicas del asociacionismo de la época tramita y obtiene los correspondientes permisos a nivel nacional. De esta forma se facilitaba la extensión geográfica por toda España, ya que las nuevas asociaciones de laringectomizados de carácter local que se fundaran, podrían adoptar los estatutos de la asociación matriz, que ya habían sido aprobados.
El interés por el conocimiento de los laringectomizados hizo que enseguida se organizaran congresos de ámbito internacional y mundial. Concretamente en 1986 se hizo en Barcelona el III Congreso Mundial de Laringectomizados organizado por el AEL y que fue el último de carácter mundial, ya que la Confederación Europea de Laringectomizados decidió no hacer más que congresos europeos.
En el año 2003, la asociación cambió el nombre al actual ASOCIACIÓN BARCELONESA DE LARINGECTOMIZADOS, sin ningún cambio de funcionamiento interno, ya que en la actualidad cada asociación de laringectomizados recibe su nombre de allá en donde está ubicada .

## Actualidad
A día de hoy (2015) hay unos 450 socios de pleno derecho, aunque algunos tienen contactos con la asociación muy esporádicos. Con todo, se organizan cursos de habla erigmofónica (también llamada voz esofágica) que mueven cada día de 40 a 50 alumnos repartidos en tres clases para cada uno de los tres niveles que se imparten, lo que supone nueve clases diarias atendidas por un grupo de unos 25 monitores voluntarios, que dedican varias horas a la semana a esta tarea altruista.